# 307 v.Chr.
Het jaar 307 v.Chr. is een jaartal volgens de christelijke jaartelling.

## Gebeurtenissen

### Italië
- Agathocles, tiran van Syracuse, begint een veldtocht op Sicilië, de Carthaagse handelsstad Segesta wordt verwoest en Agrigento belegerd.
- Appius Claudius Caecus wordt benoemd tot consul van Rome, hij laat in Latium fortificaties bouwen tegen de Etrusken en Samnieten.

### Egypte
- Ptolemaeus sticht de Bibliotheek van Alexandrië, onder beheer van Demetrius van Phalerum wordt de bibliotheek uitgebreid met 700.000 manuscripten op papyrus en perkament, een compleet boekwerk van de hellenistische wereld.

### Griekenland
- Demetrius van Phalerum, stadhouder van Athene, wordt door Demetrius Poliorcetes verdreven en vlucht naar Alexandrië in Egypte.
- Na het vertoon van vrijgevigheid van Antigonus I en zijn zoon Demetrius Poliorcetes verklaart de stad Athene hen tot goden en bevrijders.
- Pyrrhus, de 12-jarige kroonprins van Epirus bestijgt de troon en sluit een alliantie met Antigonus I.